# Lertha extensa
Lertha extensa là một loài côn trùng trong họ Nemopteridae thuộc bộ Neuroptera. Loài này được Olivier miêu tả năm 1811.

## Hình ảnh

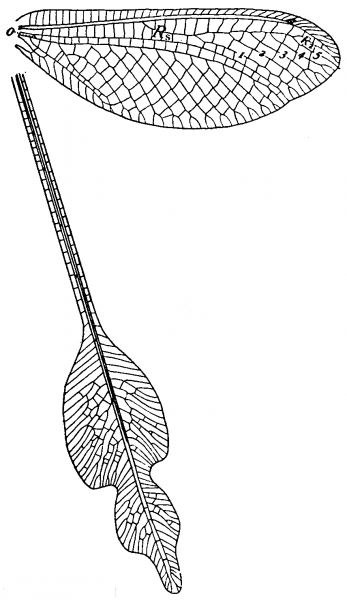